# Sometimes They Come Back
Sometimes They Come Back es una película para televisión de 1991 basada en la historia A veces vuelven del autor estadounidense Stephen King. Originalmente pensada como una historia que sería incluida en la película Cat's Eye, el productor Dino De Laurentiis optó por darle una mayor duración y convertirla en película para televisión.

## Sinopsis
Jim Norman, un maestro universitario, se muda a su antiguo pueblo aceptando una oportunidad de empleo allí. Jim se mudó del pueblo luego de atestiguar la muerte de su hermano Wayne a causa de una pandilla en 1963. Los mismos pandilleros fueron asesinados por el tren luego de causarle la muerte a Wayne. Misteriosamente, esos pandilleros que años atrás habían asesinado a su hermano, regresan de entre los muertos para hacerle la vida imposible a Jim.

## Reparto
| Actor             | Personaje        |
| ----------------- | ---------------- |
| Tim Matheson      | Jim Norman       |
| Zachary Ball      | Joven Jim Norman |
| Brooke Adams      | Sally Norman     |
| Chris Demetral    | Wayne Norman     |
| Robert Rusler     | Richard Lawson   |
| Robert Hy Gorman  | Scott Norman     |
| Nicholas Sadler   | Vinnie Vincent   |
| Bentley Mitchum   | David North      |
| William Sanderson | Carl Mueller     |
| Chadd Nyerges     | Chip             |
| Tasia Valenza     | Kate             |
| Matt Nolan        | Billy Sterns     |
| William Kuhlke    | Director Simmons |

## Recepción
TV Guide le dio 2 de 5 estrellas y escribió, "El buen reparto no pudo sacar a la película de la rutina."